# Tamás Erdődy
Tamás Erdődy (ungherese Erdődy Tamás, croatoToma Bakač Erdedi; 1558 – 1624) fu bano di Croazia, appartenente alla nobile famiglia ungherese degli Erdődy.
Figlio del ban, Petar Erdödy, Tamás succedette a Krsto Ungnad quale bano nel 1583. Affrontò diverse volte i turchi durante il corso del suo regno. La sua prima vittoria sulle truppe del sultano occorse nel 1584 presso Slunj, poi (1591) liberò dagli ottomani la Moslavina.
Nel 1593 una scorreria organizzata dal Beylerbeyi di Bosnia, Hasan Predojević, tentò di riconquistare la Moslavia con un attacco contro il castello di Sisak (attuale Croazia centrale), alla confluenza tra il fiume Sava e il fiume Kupa. Erdödy unì le sue forze a quelle del duca di Stiria, Ruprecht von Eggenberg, comandante della guarnigione austriaca che presidiava il castello. L'esito della Battaglia di Sisak arrise alle forze cristiane e segnò l'avvio della Lunga Guerra tra gli Asburgo e Istanbul. Per il ruolo svolto nella battaglia, il bano Tamás ottenne le congratulazioni di papa Clemente VIII e la gratitudine di Filippo II di Spagna, che lo onorò con il titolo di cavaliere dell'ordine di San Salvatore.
Tamás Erdödy rinunciò al titolo di bano nel 1595 ma tornò a reclamarlo nel 1608, mantenendolo fino al 1615. Morì nel 1624.